# Торбйорн Сіндбалле
Торбйорн Сіндбалл (21 жовтня 1976, Альбертслунн, Данія) — данський тріатлоніст. Чемпіон світу і Європи на довгій дистанції

## Досягнення
- Чемпіон світу на довгій дистанції (2): 2004, 2006
- Віце-чемпіон світу на довгій дистанції (2): 1999, 2002
- Чемпіон Європи на довгій дистанції (1): 2003
- Третій призер чемпіонаті світу Ironman (1): 2007

## Статистика
Змагання на олімпійській і середній дистанціях:
| Дата            | Місце | Назва турніру           | Місто            | Час      | Примітки |
| --------------- | ----- | ----------------------- | ---------------- | -------- | -------- |
| 5 травня 2002   | 9     | St. Croix Triathlon     | Санта-Крус       | 04:20:00 |          |
| 2002            | 1     | Ironman 70.3 California | Оушенсайд        | 03:47:08 |          |
| 30 вересня 2003 | 3     | Ironman 70.3 California | Оушенсайд        | 04:02:35 |          |
| 2005            | 1     | Ironman 70.3 California | Оушенсайд        |          |          |
| 2 травня 2009   | –     | Wildflower Triathlon    | Лейк-Сан-Антоніо | DNF      |          |

Змагання на довгих дистанціях:
| Дата              | Місце | Назва турніру       | Місто       | Час      | Примітки        |
| ----------------- | ----- | ------------------- | ----------- | -------- | --------------- |
| 1998              | 17    | Чемпіонат світу     | Садо        | 06:09:41 |                 |
| 11 липня 1999     | 2     | Чемпіонат світу     | Сетер       | 05:48:27 |                 |
| 2000              | 10    | Чемпіонат світу     | Ніцца       | 06:34:22 |                 |
| 5 серпня 2001     | 5     | Чемпіонат світу     | Фредерісія  | 08:30:35 |                 |
| 22 вересня 2002   | 2     | Чемпіонат світу     | Ніцца       | 06:22:05 |                 |
| 11 травня 2003    | 6     | Чемпіонат світу     | Ібіса       | 05:43:21 |                 |
| 7 вересня 2003    | 2     | Ironman Wisconsin   | Медісон     | 09:00:56 |                 |
| 3 серпня 2003     | 1     | Чемпіонат Європи    | Фредерісія  | 05:43:47 |                 |
| 3 липня 2004      | 1     | Чемпіонат світу     | Сетер       | 05:46:14 |                 |
| 16 жовтня 2004    | 6     | Ironman Hawaii      | Гаваї       | 08:58:45 | чемпіонат світу |
| 15 жовтня 2005    | 69    | Ironman Hawaii      | Гаваї       | 09:08:40 |                 |
| 16 липня 2006     | 10    | Ironman Austria     | Клагенфурт  | 08:33:40 |                 |
| 19 листопада 2006 | 1     | Чемпіонат світу     | Канберра    | 05:59:13 |                 |
| 2007              | 3     | Ironman New Zealand | Таупо       | 08:34:47 |                 |
| 15 липня 2007     | 4     | Чемпіонат світу     | Лор'ян      | 03:37:09 |                 |
| 13 жовтня 2007    | 3     | Ironman Hawaii      | Гаваї       | 08:21:30 |                 |
| 13 липня 2008     | 3     | Challenge Roth      | Рот         | 08:16:02 |                 |
| 1 листопада 2008  | 2     | Ironman Florida     | Панама-Сіті | 08:17:53 |                 |
| 11 жовтня 2008    | 57    | Ironman Hawaii      | Гаваї       | 09:14:43 |                 |